# UFC on ESPN: Nicolau vs. Perez
UFC on ESPN: Nicolau vs. Perez（ユーエフシー・オン・イーエスピーエヌ：ニコラウ・バーサス・ペレス、別名UFC on ESPN 55）は、アメリカ合衆国の総合格闘技団体「UFC」の大会の一つ。2024年4月27日、ネバダ州ラスベガスのUFC APEXで開催された。

## 大会概要
本大会はマテウス・ニコラウとアレックス・ペレスのフライ級戦が組まれた。

## 試合結果

### プレリミナリーカード
第1試合 フェザー級 5分3R
○  マハシャテ vs.  ガブリエル・ベニテス ×
3R終了 判定2-1（28-29、29-28、29-28）
第2試合 女子フライ級 5分3R
○  イバナ・ペトロビッチ vs.  リャン・ナ ×
3R 1:29 肩固め
第3試合 156.5ポンド契約 5分3R
○  クリス・パディーヤ vs.  ハメス・ヨントップ ×
1R 4:33 リアネイキドチョーク
※ヨントップの体重超過によりライト級から変更。
第4試合 女子ストロー級 5分3R
○  ケトレン・ソウザ vs.  マーニック・マン ×
3R終了 判定3-0（30-27、30-27、30-27）
第5試合 ヘビー級 5分3R
○  ドンテイル・メイエス vs.  カイオ・マジャド ×
3R終了 判定3-0（29-28、29-28、29-28）
第6試合 ライト級 5分3R
○  オースティン・ハバード vs.  ミハル・フィグラク ×
3R終了 判定3-0（29-28、29-28、29-28）
第7試合 バンタム級 5分3R
○  ビクター・ヘンリー vs.  ハニ・ヤヒーラ ×
3R 2:36 TKO（スタンドパンチ連打）

### メインカード
第8試合 ウェルター級 5分3R
○  ウロシュ・メディチ vs.  ティム・ミーンズ ×
1R 2:09 TKO（左アッパー→パウンド）
第9試合 148.5ポンド契約 5分3R
○  デビッド・オナマ vs.  ジョナサン・ピアース ×
3R終了 判定3-0（29-28、29-28、29-28）
※オナマの体重超過によりフェザー級から変更。
第10試合 ヘビー級 5分3R
○  ジョナタ・ディニス vs.  オーステン・レーン ×
2R 2:12 KO（右フック）
第11試合 女子フライ級 5分3R
○  カリーニ・シウバ vs.  アリアネ・リプスキ ×
3R終了 判定3-0（30-27、29-28、29-28）
第12試合 ライトヘビー級 5分3R
○  ボグダン・グスコフ vs.  ライアン・スパン ×
2R 3:16 TKO（右ストレート→パウンド）
第13試合 フライ級 5分5R
○  アレックス・ペレス vs.  マテウス・ニコラウ ×
2R 2:16 KO（右フック）

### 各賞
ファイト・オブ・ザ・ナイト：該当無し
パフォーマンス・オブ・ザ・ナイト：アレックス・ペレス、ボグダン・グスコフ、ジョナタ・ディニス、ウロシュ・メディチ
各選手にはボーナスとして5万ドルが授与された。

### カード変更
負傷などによるカードの変更は以下の通り。